# Gökçek Vederson
Ali Osman Gökçek Vederson (né le 22 juillet 1981 à Campos dos Goytacazes au Brésil), de son vrai nom Wederson Luiz da Silva Medeiros, est un footballeur brésilien ayant pris la nationalité turque.

## Biographie
Après des débuts à Internacional, il joue de 2004 à 2007 au Ankaraspor. En 2007, il obtient la nationalité turque et est transféré au club de Fenerbahçe SK le 11 juin 2007. Son nom, il l'a pris de son ancien président Melih Göçek. Gökçek Vederson est très connu pour ses tirs lointains.
Wederson pris la nationalité turque sous le nom de Ali Osman Gökçek Vederson.
En même temps que Vederson, un autre joueur de Fenerbahçe est devenu turc, Mehmet Aurélio.
À la fin de son contrat Vederson accepte l'offre de Bursaspor pour la saison 2010-2011 et il signera son contrat officiel dans quelques jours. Le transfert de Vederson a été publié dans le site officiel de Bursaspor.
Il signe pour le club turc de Antalyaspor en août 2013.